# 壹電視綜合台
壹綜合，全名為壹電視綜合台，為壹電視旗下的綜合頻道，該頻道於2010年12月28日在網樂通平台開播，並於2012年5月23日取得電視廣播節目衛星執照。在尚未取得執照前，相關節目曾在冠軍電視台晚間6點至12點播出 。於同年11月1日自網樂通轉移至中華電信MOD第49台。壹電視被售予年代集團後，該台與年代MUCH台共享節目資源。

## 簡史

壹傳媒時期的壹電視綜合台標誌

綜合台開台後由胡瓜主持的綜藝益智節目「黃金比例」開始播出並於當天也送出獎金新台幣100萬元給觀眾，緊接播出全HD美食紀錄片「台灣壹百種味道」，當天最後首播是由岑永康、于美人主持的「一天壹蘋果」，隔天同為全HD美食紀錄片的「台客狂饗曲」也緊接首播。
- 2011年初開始陸續增加益智及綜藝節目，由何戎主持的拆文解字益智遊戲「全民字多星」。
  - 6月播出香港美食紀錄片「飲食男女」。
  - 7月由利菁主持的「真實謊言」並喊送最高200萬獎金給過關的來賓。
  - 8月分別推出由謝雅琳（阿嬌）主持的「嬌媽媽廚房」及「蘋果娛樂新聞」。
  - 9月由豬哥亮與苗可麗主持推出「豬哥壹級棒」。
- 2012年5月23日，綜合台通過衛星廣播電視節目供應者執照申請。
  - 5月28日起推出電影角色模仿秀的「搞電影」。
  - 7月1日起播出《壹定有影》，由張大春擔任總監製，與電影台同步播出。
  - 8月31日壹電視結束與冠軍電視台簽訂的綜合台節目播出合約。
  - 11月1日網樂通結束服務，並於中華電信MOD第49台上架。
- 2013年6月1日，轉由年代集團經營，即解僱綜合台之員工，並宣布不再製作新節目。
- 2014年2月25日，綜合台之台標更改，為「壹綜合 NEXT TV」字樣（但在部分廣告仍然會稱「壹電視綜合台」）。
- 2017年11月1日：中華電信MOD進行所有頻道的頻位調整，壹綜合被重新定頻在312台。（3字頭為綜合台區塊頻道）
- 2017年12月起，「好樂活薑黃」加入節目冠名，調整後節目名稱為《好樂活薑黃 壹WALKER》、《好樂活薑黃 台灣壹百種味道》、《好樂活薑黃 料理美食王》。
- 2018年1月1日起，「好樂活薑黃」加入其他三節目冠名，調整後節目名稱為《好樂活薑黃 台客狂饗曲》、《好樂活薑黃 健康好生活》、《好樂活薑黃 台灣金曲傳奇》。
- 2018年1月29日起，「御守鍋」加入節目冠名，調整後節目名稱為《御守鍋 台灣壹百種味道》、《御守鍋 料理美食王》。
- 2018年2月19日起，「好樂活益生菌」加入節目冠名，調整後節目名稱為《好樂活益生菌 台客狂饗曲》、《好樂活益生菌 健康好生活》、《好樂活益生菌 壹WALKER》。

## 戲劇節目

### 自製戲劇
| 劇名           | 集數 | 首播日期         | 首播時段        | 備註                                                                              |
| -------------- | ---- | ---------------- | --------------- | --------------------------------------------------------------------------------- |
| 《拜金女王》   | 22集 | 2013年7月1日起   | 週一至週五21:00 | 為壹電視開台第一齣精緻偶像大戲。                                                  |
| 《真的漢子》   | 25集 | 2011年10月30日   | 每周日20:00     | 為壹電視開台第二齣精緻偶像大戲。                                                  |
| 《幸福蒲公英》 | 40集 | 2013年4月8日起   | 週一至週五21:00 | 為壹電視開台第三齣精緻偶像大戲。已殺青                                            |
| 《惡男日記》   | 13集 | 2013年3月2日起   | 每週六21:00     | 為壹電視開台第四齣精緻偶像大戲。2012年6月18日開鏡。                               |
| 《神仙老師狗》 | 20集 | 2014年1月28日起  | 週一至週四21:30 | 為壹電視開台第五齣精緻偶像大戲。2012年7月29日開鏡。                               |
| 《小站》       | 47集 | 2012年12月31日起 | 週一至週五21:00 | 為壹電視開台第六齣精緻偶像大戲。2012年8月開鏡。                                   |
| 《結婚好嗎？》 | 40集 | 2013年11月19日起 | 週一至週四21:30 | 為壹電視開台第七齣精緻偶像大戲。2012年10月26日開鏡。 與台視、年代MUCH台共同播出。 |

### 外購戲劇
| 編號 | 劇名                                            | 出品國家/地区 | 集數 | 首播日期         | 首播時間          | 備註                 |
| ---- | ----------------------------------------------- | ------------- | ---- | ---------------- | ----------------- | -------------------- |
| 1    | 《宮》                                          | 中國大陆      | 33集 | 2012年1月2日     | 每週日21:00       | 無線台由中視首播     |
| 2    | 《新水滸傳》                                    | 中國大陆      | 86集 | 2013年8月15日起  | 週一至週五21:00   | 無線台由中視首播     |
| 3    | 《珍愛林北》                                    | 台灣          | 20集 | 2013年6月3日起   | 週一至週五21:00   | 無線台由中視首播     |
| 4    | 《回家》                                        | 台灣/中國大陆 | 30集 | 2013年2月19日    | 週一至週五20:00   | 無線台由公視HD首播   |
| 5    | 《摩登新人類》                                  | 台灣/中國大陆 | 30集 | 2013年6月8日起   | 每週六21:00       |                      |
| 6    | 《天使的誘惑》                                  | 南韓          | 21集 | 2012年11月3日    | 每週六21:30-24:00 |                      |
| 7    | 《鄰居冤家》                                    | 南韓          | 65集 |                  |                   |                      |
| 8    | 《我是傳說》                                    | 南韓          | 16集 | 2013年8月11日起  | 每週日21:00       |                      |
| 9    | 《巨人》                                        | 南韓          | 85集 | 2012年11月1日起  | 週一至週五20:00   |                      |
| 10   | 《雨後驕陽》                                    | 台灣          | 80集 | 2014年3月24日起  | 週一至週五21:30   | 無線台由台視首播     |
| 11   | 《艋舺的女人》                                  | 台灣          | 80集 | 2014年8月1日起   | 週一至週五21:30   | 無線台由台視首播     |
| 12   | 《東華春理髮廳》                                | 台灣          | 40集 | 2014年11月21日起 | 週一至週五21:30   | 無線台由台視首播     |
| 13   | 《美女與野獸II》 （英語：Beauty and the Beast） | 美國          | 22集 | 2014年12月21日起 | 週日22:00         | 與東風衛視共同播出   |
| 14   | 《童話二分之一》                                | 中國大陆      | 32集 | 2015年4月28日起  | 週一至週五21:30   | 與年代MUCH台共同播出 |
| 15   | 《女王》 （英語：Reign）                        | 美國          |      | 2015年5月17日起  | 週日23:30         | 與東風衛視共同播出   |
| 16   | 《一代新兵之八極少年》                          | 台灣          | 21集 | 2015年6月7日起   | 週日20:00         | 無線台由華視首播     |
| 17   | 《烽火佳人》                                    | 中國大陆      | 52集 | 2015年10月6日起  | 週一至週五21:00   | 與年代MUCH台共同播出 |
| 18   | 《婦道》                                        | 中國大陆      | 40集 | 2016年2月15日起  | 週一至週五21:00   | 與年代MUCH台共同播出 |
| 19   | 《大當家》                                      | 中國大陆      | 55集 | 2016年4月13日起  | 週一至週五21:00   | 與年代MUCH台共同播出 |
| 20   | 《活色生香》                                    | 中國大陆      | 44集 | 2016年6月20日起  | 週一至週五21:00   | 與年代MUCH台共同播出 |
| 21   | 《完美新娘》                                    | 中國大陆      | 37集 | 2016年8月19日起  | 週一至週五21:00   | 與年代MUCH台共同播出 |
| 22   | 《烽火佳人》                                    | 中國大陆      | 52集 | 2016年10月6日起  | 週一至週五21:00   | 與年代MUCH台共同播出 |
| 23   | 《秀秀的男人》                                  | 中國大陆      | 40集 | 2016年12月19日起 | 週一至週五21:00   | 與年代MUCH台共同播出 |
| 24   | 《淚灑女人花》                                  | 中國大陆      | 38集 | 2017年2月13日起  | 週一至週五21:00   | 與年代MUCH台共同播出 |
| 25   | 《情定三生》                                    | 中國大陆      | 40集 | 2017年4月10日起  | 週一至週五21:00   | 與年代MUCH台共同播出 |
| 26   | 《亂世麗人行》                                  | 中國大陆      | 50集 | 2017年6月6日起   | 週一至週五21:00   | 與年代MUCH台共同播出 |
| 27   | 《兄弟兄弟》                                    | 中國大陆      | 50集 | 2017年8月14日起  | 週一至週五21:00   | 與年代MUCH台共同播出 |
| 28   | 《花火花紅》                                    | 中國大陆      | 45集 | 2017年10月19日起 | 週一至週五21:00   | 與年代MUCH台共同播出 |
| 29   | 《九河入海》                                    | 中國大陆      | 43集 | 2017年12月21日起 | 週一至週五21:00   | 與年代MUCH台共同播出 |
| 30   | 《天真遇到現實》                                | 中國大陆      | 34集 | 2018年2月19日起  | 週一至週五21:00   | 與年代MUCH台共同播出 |
| 31   | 《傻春》                                        | 中國大陆      | 34集 | 2018年4月9日起   | 週一至週五21:00   | 與年代MUCH台共同播出 |
| 32   | 《那樣芬芳》                                    | 中國大陆      | 34集 | 2018年5月28日起  | 週一至週五21:00   | 與年代MUCH台共同播出 |
| 33   | 《少帥》                                        | 中國大陆      | 48集 | 2018年7月16日起  | 週一至週五21:00   | 與年代MUCH台共同播出 |
| 34   | 《新上海灘》                                    | 中國大陆      | 41集 | 2018年9月19日起  | 週一至週五21:00   | 與年代MUCH台共同播出 |
| 35   | 《偽裝者》                                      | 中國大陆      | 40集 | 2018年11月15日起 | 週一至週五21:00   | 與年代MUCH台共同播出 |
| 36   | 《溫州一家人》                                  | 中國大陆      | 36集 | 2019年1月14日起  | 週一至週五21:00   | 與年代MUCH台共同播出 |
| 37   | 《正陽門下》                                    | 中國大陆      | 36集 | 2019年3月11日起  | 週一至週五21:00   | 與年代MUCH台共同播出 |
| 38   | 《青島往事》                                    | 中國大陆      | 40集 | 2019年4月30日起  | 週一至週五21:00   | 與年代MUCH台共同播出 |
| 39   | 《老有所依》                                    | 中國大陆      | 41集 | 2019年6月26日起  | 週一至週五21:00   | 與年代MUCH台共同播出 |
| 40   | 《星戀》                                        | 美國          | 待查 | 待查             | 週一至週五21:00   | 與東風衛視共同播出   |

### 微電影
| 劇名         | 出品國 | 主演               | 集數 | 播放時間              | 備註                                 |
| ------------ | ------ | ------------------ | ---- | --------------------- | ------------------------------------ |
| 《內衣少女》 | 台灣   | 威廉、大久保麻梨子 | 10集 | 12月2日(六) 21:00首播 | 每週五官網上首播，壹電視首部微電影   |
| 《愛味男女》 | 台灣   | 小傑、五熊         | 10集 | 2013年1月中           | 每週五官網上首播，壹電視第二部微電影 |

### 壹定有影
| 首播日期 | 劇名           | 主演                                   | 導演   | 備註       |
| -------- | -------------- | -------------------------------------- | ------ | ---------- |
| 7月1日   | 《76頁的秘密》 | 富晨軒、陳竹昇、周明宇、姚坤君、黃仲崑 | 鄭有傑 | 張大春監製 |
| 7月1日   | 《防盜練習》   | 吳世偉、高英軒、李曼綾、黃健瑋         | 陳育霖 | 張大春監製 |
| 7月8日   | 《長髮假面》   | 蔭山征彥、楊 杰、鄭一香                | 張明浩 |            |
| 7月8日   | 《出租男友》   | 謝凱雯、林呈鴻、蔡明修、王云、澎恰恰   | 陳育霖 |            |
| 7月15日  | 《雨人》       |                                        |        |            |
| 7月15日  | 《雨神》       |                                        |        |            |
| 8月18日  | 《不良弱雞》   | 連俞涵、沈威年、何孟勳                 | 游智煒 |            |
| 8月18日  | 《窗外》       | 馬念先                                 | 游智煒 |            |

## 音樂節目
| 節目名稱                           | 出品國家/地区 | 集數 | 每集長度 | 首播日期        | 首播時間        | 備註                                                  |
| ---------------------------------- | ------------- | ---- | -------- | --------------- | --------------- | ----------------------------------------------------- |
| 《見證大團》                       | 台灣          | 60集 | 30分鐘   | 2013年4月20日起 | 每週六、日24:00 | 外購節目                                              |
| 《全家都OK》                       | 台灣/中國大陆 |      | 90分鐘   | 2014年5月24日起 | 每週日17:30     | 主持人：白冰冰、王徵 與海峽衛視、年代MUCH台共同播出   |
| 《2014全球閩南語歌曲創作演唱大賽》 | 台灣/中國大陆 | 13集 | 90分鐘   | 2014年7月12日起 | 每週日17:30     | 主持人：徐乃麟、趙娜 與海峽衛視、年代MUCH台共同播出   |
| 《有夢出頭天》                     | 台灣/中國大陆 | 9集  | 90分鐘   | 2015年1月18日起 | 每週日17:00     | 與海峽衛視、年代MUCH台共同播出                        |
| 《台灣金曲傳奇》                   | 台灣          |      | 60分鐘   | 2017年12月4日起 | 週一至週五20:00 | 與年代MUCH台共同播出                                  |
| 《音樂星聲代》                     | 台灣          | 16集 | 60分鐘   | 2017年12月3日起 | 每週六、日20:00 | 主持人：沈泳吟 與年代MUCH台共同播出                   |
| 《金曲傳奇 無與倫比同樂會》        | 台灣          |      | 60分鐘   | 2018年1月17日起 | 每週六、日20:00 | 主持人：黃國倫 與年代MUCH台共同播出                   |
| 《金曲傳奇之我是接班人》           | 台灣          |      | 90分鐘   | 2018年4月29日起 | 每週日20:00     | 主持人：黃國倫 與年代MUCH台共同播出                   |
| 《樂團新勢力》                     | 台灣          | 13集 | 90分鐘   | 2018年11月4日起 | 每週日21:00     | 主持人：黃子佼、LULU 與年代MUCH台、Hami Video共同播出 |

## 紀錄片
| 出品國 | 紀錄片片名     | 集數 | 每集時間 | 備註                                                       |
| ------ | -------------- | ---- | -------- | ---------------------------------------------------------- |
| 南韓   | 《東西麵麵觀》 | 6集  | 60分鐘   | 6月24日起每週日1800時播出，韓國放送公社（KBS）2009年度力作 |

## 娛樂節目
| 節目名稱                  | 主持人                                              | 製作季數   | 每集時間 | 首播日期         | 首播時間              | 備註                                      |
| ------------------------- | --------------------------------------------------- | ---------- | -------- | ---------------- | --------------------- | ----------------------------------------- |
| 《壹級娛樂》              | 李明依、黃子佼、張宇、邰智源、朱芯儀等              | 5季(279集) | 60分鐘   | 2010年7月30日起  | 週一至週五 22:00      | 2011年8月31日停播，轉型為《蘋果娛樂新聞》 |
| 《娛樂週爆》              | 朱芯儀、小傑                                        | 5季        | 60分鐘   |                  |                       | 2011年8月31日停播，轉型為《蘋果娛樂一週》 |
| 《蘋果娛樂新聞》          | 翁滋蔓、袁艾菲、王心如、 從從、JR、黃靖倫、自由發揮 | 5季        | 60分鐘   |                  | 週一至週五 22:00      | LIVE播出                                  |
| 《蘋果娛樂一週》          | 黃國倫、夏于喬                                      | 5季        | 60分鐘   |                  | 每週日20:00           | LIVE播出                                  |
| 《黃金比例》              | 胡瓜                                                | 1季        | 60分鐘   | 2010年12月28日起 | 週一至週五 21:00      |                                           |
| 《Rich & Famous》         | 陳星伊、陳科維                                      |            |          | 2011年1月30日起  | 每週日22:00           |                                           |
| 《巴哈姆特電玩瘋》        |                                                     |            |          | 2011年6月11日起  | 每週六14:30           | 後轉為民視播出                            |
| 《真實謊言》              | 利菁                                                | 2季        | 30分鐘   | 2011年7月4日起   | 每週六21:00-21:30     |                                           |
| 《豬哥壹級棒》            | 豬哥亮、苗可麗                                      | 4季        | 60分鐘   | 2011年9月19日起  | 週一至週四 19:00      |                                           |
| 《盲目約會》              | 陶晶瑩、納豆                                        | 1季(13集)  | 60分鐘   | 2012年12月1日起  | 每週六20:00-21:00     |                                           |
| 《愛告白》                | 天心                                                | 1季        | 60分鐘   | 2013年4月13日起  | 每週六20:00-21:00     |                                           |
| 《今晚誰當家》            | 謝震武                                              |            | 60分鐘   | 2013年9月2日起   | 週一至週五 20:00      | 與年代MUCH台共同監製                      |
| 《白日夢冒險王》          | 無主持人（實境秀節目）                              | 2季(30集)  | 60分鐘   | 2015年7月2日起   | 每週四、五23:30       | 與年代MUCH台共同監製                      |
| 《校花來了》              | 黃子佼、阿喜、阿本                                  | 1季        | 60分鐘   | 2015年6月29日起  | 週一至週三22:00-23:00 | 與年代MUCH台同步播出                      |
| 《台北我最省 節電大作戰》 | 陳園淳                                              | 1季(13集)  | 60分鐘   | 2015年11月29日起 | 每週六16:00-17:00     | 與年代MUCH台共同播出                      |
| 《最強大老師》            | 愷樂、郭彥均、簡廷芮                                | 1季        | 60分鐘   | 2016年9月3日起   | 每週六22:00           | 與年代MUCH台共同監製、同步播出            |
| 《超精彩─台中文創星勢力》 | 謝孟蓁                                              | 1季(10集)  | 30分鐘   | 2016年10月8日起  | 每週六12:00-12:30     | 與年代MUCH台共同播出                      |
| 《娛樂壹級棒》            | 沈泳吟                                              |            | 60分鐘   | 2017年1月1日起   | 每週日18:00-19:00     | 與壹電視新聞台共同播出                    |
| 《動物方城市》            | 李李仁、朱蕾安                                      |            | 60分鐘   | 2018年5月20日起  | 每週日17:00-18:00     | 與年代MUCH台共同播出                      |

## 兒少節目
| 節目名稱         | 主持人         | 製作季數    | 每集時間 | 首播日期        | 首播時間        | 備註                                            |
| ---------------- | -------------- | ----------- | -------- | --------------- | --------------- | ----------------------------------------------- |
| 《全民字多星》   | 何戎           | 1季         | 30分鐘   |                 |                 |                                                 |
| 《猜對字了沒!》  | 王仁甫、米可白 | 1季(60集)   | 30分鐘   | 2012年11月5日起 | 週一到週五17:00 | 獲得101年新聞局高畫質補助                       |
| 《1+1不等於2》   | 王又冉         | 1季(13集)   | 30分鐘   |                 |                 | 獲得101年新聞局高畫質補助與壹電視新聞台共同播出 |
| 《荳荳快樂學堂》 | 沈泳吟         | 2季(播出中) | 30分鐘   |                 |                 | 與年代MUCH台共同播出                            |

## 美食節目
| 節目名稱           | 主持人         | 季數 | 集數  | 每集時間 | 首播日期         | 首播時段            | 備註                                |
| ------------------ | -------------- | ---- | ----- | -------- | ---------------- | ------------------- | ----------------------------------- |
| 《台灣壹百種味道》 |                | 10季 | 374集 | 30分鐘   | 2010年12月28日起 | 每週一、三、五22:30 |                                     |
| 《台客狂饗曲》     |                | 5季  | 182集 | 30分鐘   | 2010年12月28日起 | 每週二、四22:30     |                                     |
| 《阿蘇出駕》       | 蘇施黃         | 2季  | 20集  | 30分鐘   | 2011年6月4日起   | 每週日18:00         | 介紹塔斯曼尼亞、日本等地區          |
| 《嬌媽媽廚房》     | 阿嬌           | 1季  | 21集  | 30分鐘   |                  | 每週二、四18:00     |                                     |
| 《飲食男女》       |                | 1季  | 52集  | 30分鐘   | 2012年9月起      | 每週日18:30         | 發掘香江地區飲食背後的人物故事      |
| 《壹美味新聞》     | 劉傑中、胡盈禎 |      |       | 30分鐘   |                  |                     |                                     |
| 《壹起出去玩》     | 陳彥婷、李相林 | 1季  | 3集   | 30分鐘   |                  | 每週六15:00         | 介紹日本旅遊美食節目                |
| 《壹食堂》         | 王蓉蓉、黃暐婷 | 1季  | 11集  | 30分鐘   | 2013年3月29日起  | 每週五19:00         |                                     |
| 《韓星秘密廚房》   |                |      |       | 30分鐘   |                  | 每週六17:00-18:00   |                                     |
| 《廚神上菜》       |                |      |       |          |                  | 每週六、日16:00     | 外購節目                            |
| 《就是愛料理》     | 阿嬌           | 1季  | 21集  | 30分鐘   | 2013年11月16日起 | 每週六17:00         | 嬌媽媽廚房第2季，與年代MUCH共同播出 |
| 《食在好源頭》     |                |      |       | 60分鐘   |                  |                     | 外購節目                            |
| 《料理美食王》     | 焦志方         |      |       | 30分鐘   |                  |                     | 與東風衛視共同播出                  |

## 談話節目
| 節目名稱           | 主持人         | 季數        | 每集時間 | 首播日期         | 首播時段               | 備註                                           |
| ------------------ | -------------- | ----------- | -------- | ---------------- | ---------------------- | ---------------------------------------------- |
| 《一天壹蘋果》     | 于美人、岑永康 |             | 60分鐘   | 2010年12月28日起 | 週一至週五 23:00-24:00 | 與壹電視新聞台共同播出                         |
| 《真情台灣》       | 謝欣霓         |             | 60分鐘   |                  | 每週六 21:00-22:00     | 與年代MUCH台共同播出                           |
| 《女人要有錢》     | 吳淡如         |             | 60分鐘   |                  | 週一至週五 22:30-23:30 | 與東風衛視、JET綜合台共同播出                  |
| 《別讓身體不開心》 | 任家萱         | 3季 (629集) | 60分鐘   |                  | 週一至週五 22:00-23:00 | 與年代MUCH台共同監製                           |
| 《健康好生活》     | 陳凝觀         |             | 60分鐘   |                  | 週一至週五 20:00-21:00 | 與東風衛視、年代MUCH台共同監製                 |
| 《健康好自在》     |                |             | 30分鐘   |                  | 週一至週五 14:00-15:00 | 與年代MUCH台、高點綜合台、好萊塢電影台共同播出 |
| 《聚焦2.0》        | 高文音         |             | 60分鐘   | 2017年2月18日起  | 每週六、日 19:00-20:00 | 與年代新聞台共同播出                           |
| 《突發琪想》       | 安幼琪         |             | 120分鐘  | 2017年11月11日起 | 每週日 22:00-24:00     | 與年代新聞台共同播出                           |
| 《年代向錢看》     | 陳凝觀         |             | 60分鐘   | 2017年10月起     | 週一至週五 18:00-19:00 | 與年代新聞台共同播出                           |

## 專題節目
| 節目名稱         | 主持人 | 季數 | 每集時間 | 首播日期         | 首播時段               | 備註                   |
| ---------------- | ------ | ---- | -------- | ---------------- | ---------------------- | ---------------------- |
| 《驚喜愛鬥KU》   | 王又冉 |      | 30分鐘   |                  |                        | 與壹電視新聞台共同播出 |
| 《壹WALKER》     |        |      | 60分鐘   | 2017年1月1日起   | 每週六、日 11:00-12:00 | 播出舊集數             |
| 《台灣人在大陸》 | 趙薇   |      | 60分鐘   |                  |                        | 與年代MUCH台共同播出   |
| 《台灣向錢衝》   | 吳宣儀 |      | 60分鐘   | 2017年11月11日起 | 每週日 10:00-11:00     | 與年代新聞台共同播出   |
| 《年代小確幸》   | 陳園淳 |      | 60分鐘   | 2017年11月11日起 | 每週日 17:00-18:00     | 與年代新聞台共同播出   |

## 動畫節目
| 動畫名稱     | 播出季數 | 每集時間 | 備註 |
| ------------ | -------- | -------- | ---- |
| 《銀魂》     | 3季      | 30分鐘   |      |
| 《四葉遊戲》 | 50話     | 30分鐘   |      |
| 《戀愛班長》 | 2季      | 30分鐘   |      |

## 現今節目列表
節目表 （页面存档备份，存于）
談話節目
- 突發琪想（安幼琪主持）
- 聚焦2.0（高文音主持）
- 健康好生活（陳凝觀主持）
- 別讓身體不開心（任家萱主持）
- 健康好自在
- 女人要有錢

專題節目
- 壹WALKER
- 台灣人在大陸
- 台灣向錢衝（吳宣儀主持）
- 年代小確幸（陳園淳主持）

美食節目
- 台灣壹百種味道
- 台客狂饗曲
- 料理美食王

娛樂節目
- 金曲傳奇 無與倫比同樂會
- 金曲傳奇之我是接班人
- 樂團新勢力

影劇節目
- 溫州一家人

兒少節目
- 荳荳快樂學堂
- 蓮生活佛講經

## 已停播節目
新聞節目
- 壹早報（與壹新聞聯播）
- 壹新聞（與壹新聞聯播）
- 晚間新聞（並非壹新聞同步聯播，壹綜合另外製播）

專題節目
- 大刑動（岑永康主持）
- 我們（張大春主持）

娛樂節目
- 壹級娛樂
- 娛樂週爆
- 巴哈姆特電玩瘋（轉移到民視播出，並更名為週末電玩瘋）

電影節目
- 壹級花絮
- 壹級影院（轉由壹電影播出）
- 國際影院（轉由壹電影播出）
- 亞洲影院（轉由壹電影播出）

電視特輯
- 九河入海電視特輯（謝孟蓁主持，與年代MUCH台共同播出）
- 花火花紅電視特輯（謝震武主持，與年代MUCH台共同播出）
- 情定三生電視特輯（與年代MUCH台共同播出）
- 兄弟兄弟電視特輯（與年代MUCH台共同播出）
- 亂世麗人行電視特輯（與年代MUCH台共同播出）
- 女人花電視特輯（朱蕾安主持，2017年1月28日播出，與年代MUCH台共同播出[10]）
- 彭佳慧電視音樂特輯（2015年5月1日播出，與JET綜合台、東風衛視、年代MUCH台共同播出）[11]
- 樂團新勢力電視特輯（2018年9月8日至10月13日播出，與年代MUCH台共同播出）
- 隱藏者電視特擊（2018年11月7日播出，與年代MUCH台共同播出）
- 溫州一家人 電視特輯（2019年1月10日首播，與年代MUCH台共同播出）

特別節目
- 2014日立慈善盃女子高爾夫菁英賽（2014年1月11日至1月12日播出，與年代MUCH台共同播出）
- 擁抱．希望．家更好 2015高雄夢時代跨年晚會（2014年12月31日至2015年1月1日播出，與年代MUCH台共同播出）
- 2015日立慈善盃女子高爾夫菁英賽（2015年1月10日至1月11日播出，與年代MUCH台共同播出）
- 2016臺中好跨年晚會（2015年12月31日至2016年1月1日播出，與年代MUCH台、台視共同播出）
- 2016日立慈善盃女子高爾夫菁英賽（2016年1月9日至1月10日播出，與年代MUCH台共同播出）
- 2016鹿港慶端陽國際龍舟錦標賽（2016年6月9日播出，與年代MUCH台共同播出）
- 2017日立慈善盃女子高爾夫菁英賽（2017年1月7日至1月8日播出，與年代MUCH台共同播出）
- 2017鹿港慶端陽國際龍舟錦標賽（2017年5月30日播出，與年代MUCH台共同播出）
- 2018飛躍桃園直達美好跨年晚會（2017年12月31日至2018年1月1日播出，與年代MUCH台共同播出）
- 2018日立慈善盃女子高爾夫菁英賽（2018年1月13日至1月14日播出，與年代MUCH台共同播出）
- 2018媽祖之光電視晚會（2018年4月12日播出，與年代MUCH台共同播出）
- 2018鹿港慶端陽國際龍舟鋒標賽（2018年6月18日播出，與年代MUCH台共同播出）
- 2018 TLPGA暨老爺公開賽（2018年9月15日至9月17日播出，與年代MUCH台共同播出）
- 進步台中 選擇林佳龍 我們都是台中隊選前之夜（2018年11月23日播出，與年代MUCH台共同播出）
- 2019就愛桃園擁抱美好跨年晚會（2018年12月31日至2019年1月1日播出，與年代MUCH台共同播出）
- 豬事如意好運來 除夕守歲演唱會（2019年2月4日播出，與年代MUCH台共同播出）
- 豬年初一發大財 新春賀歲演唱會（2019年2月5日播出，與年代MUCH台共同播出）
- 2019 台中媽祖國際觀光文化節 大甲媽祖元宵晚會（2019年2月19日播出，與年代MUCH台共同播出）
- 2021桃樂園跨年晚會（2020年12月31日至2021年1月1日播出，與年代MUCH台共同播出）
- 2022Meet桃園跨年晚會（2021年12月31日至2022年1月1日播出，與年代MUCH台共同播出）
- 2023SHOW TAOYUAN桃園跨年晚會（2022年12月31日至2023年1月1日播出，與年代MUCH台共同播出）
- 2023HITO流行音樂獎頒獎典禮（2023年6月3日播出，與年代MUCH台共同播出）
- 2024 桃園星際城 STAR UP跨年晚會（2023年12月31日至2024年1月1日播出，與年代MUCH台共同播出）
- 2024新北歡樂耶誕城魔幻巨星耶誕演唱會（2024年12月14日至2024年12月15日播出，與年代MUCH台共同播出）
- 2025高雄跨年晚會－亞灣星海奇航（2024年12月31日至2025年1月1日播出，與年代MUCH台、華視、MOMOTV共同播出）

## 外部連結
- 壹電視綜合台 （页面存档备份，存于）（中文）
- 312 壹電視資訊綜合台 - 中華電信 MOD 網站 （页面存档备份，存于）（中文）